# Heligmonevra chaetoprocta
Heligmonevra chaetoprocta är en tvåvingeart som beskrevs av Hull 1962. Heligmonevra chaetoprocta ingår i släktet Heligmonevra och familjen rovflugor. Inga underarter finns listade i Catalogue of Life.